# انتخابات پارلمان اروپا در رومانی (۲۰۱۹)
انتخابات پارلمان اروپا در رومانی (۲۰۱۹) (به انگلیسی: European Parliament election, 2019) در ۲۶ مه ۲۰۱۹ د ر رومانی برگزار شد.

## پیشینه
رومانی توانست در اول ژانویه سال ۲۰۰۷ میلادی به کشورهای عضو اتحادیه اروپا بپیوند. این جمهوری دارای سیستم چند حزبی است. دو مجلس قانون‌گذاری در رومانی وجود دارد: سنا و ملی. مجلس سنا ۱۴۰ عضو دارد و مجلس ملی ۳۴۶ عضو. نمایندگان هر دو برای دوره‌ای چهار ساله با رای مردم به کاندیداهای حزب‌ها تعیین می‌شوند.

### حزب لیبرال ملی
سه روز پس از انتخابات ۲۰۱۴، در تاریخ ۲۸ مه کرین آنتونسکو، رئیس حزب ملی لیبرال، اعلام کرد که این حزب نام اروپایی خود را از حزب ALDE به EPP تغییر خواهد داد و مذاکرات در زمینه ادغام آن با حزب لیبرال دموکرات را آغاز کرده‌است.

### حزب لیبرال دموکراتیک
سه روز پس از انتخابات ۲۰۱۴، در تاریخ ۲۸ ماه مه، واسیل بل گا، رئیس حزب لیبرال دموکرات، اعلام کرد که حزب ملی لیبرال کرین آنتونسکو اعلام کرد که این دو حزب به یک حزب جدید ادغام می‌شوند که نام حزب و وابستگی بین‌المللی خود را حفظ می‌کنند.

### سایر احزاب رومانی
- حزب سوسیال دموکرات (رومانی)[۵]
- حفظ اتحاد رومانی
- اتحاد لیبرال‌ها و دموکرات‌ها (رومانی)
- اتحادیه دموکراتیک مجارها در رومانی
- حزب جنبش مردم
- حزب مردم اروپا (گروه پارلمان اروپا)
- اتحاد لیبرال‌ها و دموکرات‌ها برای گروه اروپا
- اتحاد پیشرفته سوسیالیست‌ها و دموکرات‌ها